# شهرستان سرعین
شهرستان سرعین یکی از شهرستان‌های استان اردبیل است. مرکز این شهرستان شهر سرعین می‌باشد.
شهرستان سرعین در تاریخ سوم خرداد ۱۳۸۸ خورشیدی تأسیس شده‌است.
شهرستان سرعین از شمال غربی با شهرستان مشگین شهر و از غرب و جنوب به شهرستان نیر و از شرق و جنوب و شمال به شهرستان اردبیل محدوده می شود.سرعین یکی از شهرها و شهرستان های کوچک استان اردبیل است که در غرب استان قرار دارد. شهر نیر در غرب سرعین، شهر اردبیل در شرق سرعین و شهر مشگین‌شهر در شمال غربی سرعین قرار دارد.

## تقسیمات کشوری
- بخش مرکزی
  - دهستان آبگرم
  - دهستان الوارس

شهرها: سرعین
- بخش سبلان
  - دهستان ارجستان
  - دهستان سبلان

شهرها:اردیموسی